# A Marshall-szigetek hívójelkörzetei
A Marshall-szigetek jelenleg (2024) nincs felosztva hívójelkörzetekre.
A Marshall-szigetek számára az ITU a V7 hívójelprefixet határozta meg.
| Prefix | Körzet | Hely/jelleg       | ITU zóna | CQ zóna | QTH lokátor |
| ------ | ------ | ----------------- | -------- | ------- | ----------- |
| V7     | [0..9] | Marshall-szigetek | 65       | 31      | RJ57        |
| KX     | 6      | kivezetve         | 65       | 31      | RJ57        |

## Lajstromjel
Vízi és légi járművek lajstromjelezéséhez a V7 prefixet használják.